# Heteroscyphus pertusus
Heteroscyphus pertusus là một loài rêu tản trong họ Geocalycaceae. Loài này được (Lehm.) Fulford miêu tả khoa học lần đầu tiên năm 1976.